# Континентальний кубок 2010—2011
Континентальний кубок 2010—11 — 14-й розіграш Континентального кубка, який проводився під егідою ІІХФ. У турнірі взяло участь 19 команд із 19 країн.
Суперфінал кубка проходив з 14—16 січня 2011 року м. Мінську, Білорусь, у ньому брали участь 4 команди: «Юність» (Мінськ), «Ред Булл» (Зальцбург), «Руан Дрегонс» і «Сондерйюске» (Войєнс). У фінальному матчі турніру «Юність» із рахунком 4:3 перемогла володаря трофею минулого року австрійський «Зальцбург».

## Команди
| - Ред Булл Зальцбург - Юність Мінськ - Сеннер'юск Айсхокей - ХК Хака - Віру-Спутнік Кохтла-Ярве - Руан Дрегонс - Ковентрі Блейз | - ХК Дунауйварош - ХК Бат-Ям - ХК Азіаго - Сариарка Карагагда - Металургс Лієпая - Енергія Електренай | - Тілбург Трепперс - Краковія Краків - Меркуря-Чук - ХК Марибор - СК Університет Анкари - Сокіл Київ |

## Перший раунд

### Група A
Матчі в групі А відбулись у м. Хака, Іспанія з 24—26 вересня 2010 року.
Команди учасниці:
- ХК Хака
- СК Університет Анкари
- ХК Бат-Ям

Примітка: «Енергія» (Електренай) не змогла взяти участь у турнірі, оскільки їхній рейс був скасований, а також припинилось авіаперевезення на цьому тижні.
Переможець групи ХК «Хака» кваліфікувався до групи B (Тілбург, Нідерланди).

#### Матчі
| 24 вересня 2010 21:00 | ХК Хака | 15 : 0 (2:0, 7:0, 6:0) | ХК Бат-Ям | Pabellón de Hielo, Хака Глядачів: 437 |

| Протокол | Протокол                                                            | Протокол  | Протокол                                      | Протокол               |
| --- | ------------------------------------------------------------------- | --------- | --------------------------------------------- | ---------------------- |
| | Хосе Луїс Алонсо (40:00, 0 GA) Анхель Марін Кантісано (20:00, 0 GA) | Голкіпери | Гусін (20:00, 2 GA) Лашинський (40:00, 13 GA) | Арбітри: Deweerdt Koch |
| Улетт (Маккенна, Грасія) 10:20 Улетт (шк.) 19:53 Бетран (Маккенна, Грасія, б.) 21:13 Маккенна (Константіно, Грасія) 23:29 Улетт (Константіно, Будро) 23:43 Перес (Вальє, Мартін) 30:08 Константіно (Бетран, Улетт, б.) 31:50 Мартін (Грасія, Маккенна) 34:46 Улетт (Маккенна, Грасія) 41:13 Перес 41:13 Земченко (Бетран, Б'єк) 42:10 Вальє (Мартін, Перес, б.) 45:39 Земченко (Бальдріс, б.) 46:13 Грасія (Улетт, Маккенна) 51:56 Мартін (Грасія, м²) 54:35 | 1:0 2:0 3:0 4:0 5:0 6:0 7:0 8:0 9:0 10:0 11:0 12:0 13:0 14:0 15:0   |           |                                               | Арбітри: Deweerdt Koch |
| 8 хв. | Вилучення                                                           | 86 хв.    |                                               | Арбітри: Deweerdt Koch |
| 85 | Кидки                                                               | 10        |                                               | Арбітри: Deweerdt Koch |

| 25 вересня 2010 21:00 | ХК Бат-Ям | 3 : 8 (0:3, 1:3, 2:2) | СК Університет Анкари | Pabellón de Hielo, Хака Глядачів: 250 |

| Протокол                                                                        | Протокол                                            | Протокол | Протокол                                                       | Протокол                    |
| ------------------------------------------------------------------------------- | --------------------------------------------------- | --- | -------------------------------------------------------------- | --------------------------- |
|                                                                                 | Євген Гусін (68 сейвів) Лашинський (8 сейвів, 8 GA) | Голкіпери | Cihan Kahraman (15 сейвів, 1 GA) Eray Atali (18 сейвів, 2 GA). | Арбітри: Deweerdt Beganovic |
| Levy (Maklakov, Maklakov) 33:53 Maklakov (Levy) 41:01 Levy (Maklakov, б.) 42:07 | 0:1 0:2 0:3 0:4 0:5 0:6 1:6 2:6 3:6 3:7 3:8         | 01:26 Solak (Eriksson, Ozturk, б.) 11:57 Solak (Wallin, Sesli) 17:42 Wallin (Gustafsson, б.) 26:33 Eriksson (Wallin, Gustafsson, б.) 28:39 Wallin (Gustafsson, Kosemen) 32:19 Solak (Horster, Gumus) 44:32 Gustafsson (Eriksson) 46:23 Horster (Solak) |                                                                | Арбітри: Deweerdt Beganovic |
| 54 хв.                                                                          | Вилучення                                           | 24 хв. |                                                                | Арбітри: Deweerdt Beganovic |
| 36                                                                              | Кидки                                               | 84 |                                                                | Арбітри: Deweerdt Beganovic |

| 26 вересня 2010 21:00 | СК Університет Анкари | 1 : 7 (1:4, 0:1, 0:2) | ХК Хака | Pabellón de Hielo, Хака Глядачів: 750 |

| Протокол                              | Протокол                                                     | Протокол | Протокол                          | Протокол                |
| ------------------------------------- | ------------------------------------------------------------ | --- | --------------------------------- | ----------------------- |
|                                       | Cihan Kahraman (30 сейвів, 6 GA) Eray Atali (3 сейви, 1 GA). | Голкіпери | Хосе Луїс Алонсо (33 сейви, 1 GA) | Арбітри: Koch Beganovic |
| Eriksson (Gustafsson, Ince, б.) 04:40 | 0:1 1:1 1:2 1:3 1:4 1:5 1:6 1:7                              | 04:40 Грасія (Маккенна, Улетт) 07:12 Улетт (Грасія, Маккенна, б.) 17:21 Маккенна (Грасія, Улетт) 19:40 Перес (Вальє) 33:03 Перес (Мартін, Вальє, б.) 46:04 Перес (Бальдріс, Мартін) 53:47 Бетран (Б'єк, Бальдріс) |                                   | Арбітри: Koch Beganovic |
| 102 хв.                               | Вилучення                                                    | 67 хв. |                                   | Арбітри: Koch Beganovic |
| 34                                    | Кидки                                                        | 40 |                                   | Арбітри: Koch Beganovic |

#### Таблиця
| Місце | Команда               | Матчі | Перемоги | Поразки | Шайби | Очки |
| ----- | --------------------- | ----- | -------- | ------- | ----- | ---- |
| 1     | ХК Хака               | 2     | 2        | 0       | 22:1  | 6    |
| 2     | СК Університет Анкари | 2     | 1        | 1       | 9:10  | 3    |
| 3     | ХК Бат-Ям             | 2     | 0        | 2       | 3:23  | 0    |
| 4     | Енергія Електренай    | —     | —        | —       | —:—   | —    |

## Другий раунд

### Група B
Матчі групи B відбулись у м. Тілбург, Нідерланди з 22—24 жовтня 2010 року.
Команди учасниці:
- Тілбург Трепперс
- Віру-Спутнік Кохтла-Ярве
- Краковія Краків
- ХК Хака (переможець групи А)

Переможцем групи стала команда Краковія Краків, яка кваліфікувалась до групи D (Руан, Франція).

#### Матчі
| 22 жовтня 2010 16:00 | Краковія Краків | 9 : 1 (1:0, 4:0, 4:1) | Віру-Спутнік Кохтла-Ярве | IJssportcentrum, Тілбург |

| Протокол | Протокол                                | Протокол         | Протокол                                                                | Протокол      |
| --- | --------------------------------------- | ---------------- | ----------------------------------------------------------------------- | ------------- |
| | Рафал Радзішевський (1 GA)              | Голкіпери        | Анатолій Дубков (00:00-40:00, 5 GA) Артем Розенберг (40:00-60:00, 4 GA) | Арбітр: Fabre |
| Дворжак (Новорита, Мартиновський, б) 01:40 Пасют 34:57 Дворжак (Прокоп) 36:08 Лопуський (Рутковський) 36:38 Прокоп (Дворжак) 39:01 Вайда (Пасют) 49:05 Пасют (Л. Ляшкевич) 52:30 Костух (Мартиновський) 55:20 Слабонь 57:47 | 1:0 2:0 3:0 4:0 5:0 6:0 6:1 7:1 8:1 9:1 | 51:50 Лебединець |                                                                         | Арбітр: Fabre |
| 12 хв. | Вилучення                               | 12 хв.           |                                                                         | Арбітр: Fabre |
| |                                         |                  |                                                                         | Арбітр: Fabre |

| 22 жовтня 2010 20:00 | Тілбург Трепперс | 8 : 2 (2:1, 3:0, 3:1) | ХК Хака | IJssportcentrum, Тілбург Глядачів: 1,000 |

| Протокол | Протокол                                                            | Протокол                                                 | Протокол                                                              | Протокол        |
| --- | ------------------------------------------------------------------- | -------------------------------------------------------- | --------------------------------------------------------------------- | --------------- |
| | Іан Меєрдрес (00:00-40:00, 1 GA) Майкл Стеркенс (40:00-60:00, 1 GA) | Голкіпери                                                | Хосе Луїс Алонсо (00:00-45:05, 6 GA) Анхель Марін (45:05-60:00, 2 GA) | Арбітр: Hallasy |
| Бастінгс (ван Хюлтен б) 06:49 Дусе (Єтмен, Фінокк'яро) 10:04 Бастінгс (ван Хюлтен, Мас) 23:02 Назаров (Нільссон, Лібеноу б) 29:39 Дусе (Єтмен) 37:48 ван Хюлтен (Дусе, Нільссон) 40:39 Фінокк'яро (Єтмен, Лібеноу) 51:24 Дусе (Єтмен, Нільссон) 55:52 | 1:0 2:0 2:1 3:1 4:1 5:1 6:1 6:2 7:2 8:2                             | 13:29 Маккенна (Бетран) 49:30 Маккенна (Будро, Бетран б) |                                                                       | Арбітр: Hallasy |
| 8 хв. | Вилучення                                                           | 14 хв.                                                   |                                                                       | Арбітр: Hallasy |
| |                                                                     |                                                          |                                                                       | Арбітр: Hallasy |

| 23 жовтня 2010 15:00 | Краковія Краків | 10 : 1 (2:0, 5:1, 3:0) | ХК Хака | IJssportcentrum, Тілбург Глядачів: 600 |

| Протокол | Протокол                                                    | Протокол                 | Протокол                                             | Протокол        |
| --- | ----------------------------------------------------------- | ------------------------ | ---------------------------------------------------- | --------------- |
| | Радзішевський (00:00-40:00, 1 GA) Куліг (40:00-60:00, 0 GA) | Голкіпери                | Алонсо (00:00-40:00, 7 GA) Марін (40:00-60:00, 3 GA) | Арбітр: Fajdiga |
| Костух (Мартиновський б) 03:02 Пасют (Л. Ляшкевич, Клис) 09:11 Прокоп (Дворжак) 21:58 Л. Ляшкевич (Д. Ляшкевич, Пасют) 23:57 Лопуський (Новорита) 24:11 Клис (Пасют б) 36:50 Мартиновський (Дворжак) 38:44 Лопуський (Пйотровський, Слабонь) 41:22 Слабонь (Лопуський, Пйотровський) 45:41 Дворжак (Прокоп, Сімка) 47:02 | 1:0 2:0 3:0 4:0 5:0 5:1 6:1 7:1 8:1 9:1 10:1                | 35:45 Улетт (Маккенна б) |                                                      | Арбітр: Fajdiga |
| 6 хв. | Вилучення                                                   | 18 хв.                   |                                                      | Арбітр: Fajdiga |
| |                                                             |                          |                                                      | Арбітр: Fajdiga |

| 23 жовтня 2010 19:00 | Віру-Спутнік Кохтла-Ярве | 7 : 4 (5:1, 0:2, 2:1) | Тілбург Трепперс | IJssportcentrum, Тілбург Глядачів: 900 |

| Протокол | Протокол                                    | Протокол | Протокол                                                            | Протокол        |
| --- | ------------------------------------------- | --- | ------------------------------------------------------------------- | --------------- |
| | Анатолій Дубков (4 GA)                      | Голкіпери | Майкл Стеркенс (00:00-20:00, 5 GA) Іан Меєрдрес (20:00-60:00, 2 GA) | Арбітр: Hallasy |
| Лебединець (Пономарьов б) 06:02 Пономарьов 07:31 Некрассов (Лебединець) 10:57 Ковальов (Олеск, Михайлов) 14:40 Лебединець (Некрассов) 19:38 Саприкін 44:26 Богданов 59:28 | 1:0 2:0 2:1 3:1 4:1 5:1 5:2 5:3 6:3 6:4 7:4 | 09:25 Болен (Марселіс, Лібеноу) 24:24 Фінокк'яро (Єтмен, Лібеноу б) 34:13 Дусе (Нільссон, Фінокк'яро) 59:01 Фінокк'яро (Дусе, Єтмен б) |                                                                     | Арбітр: Hallasy |
| 30 хв. | Вилучення                                   | 10 хв. |                                                                     | Арбітр: Hallasy |
| |                                             | |                                                                     | Арбітр: Hallasy |

| 24 жовтня 2010 14:00 | Тілбург Трепперс | 4 : 5 (0:0, 2:1, 2:4) | Краковія Краків | IJssportcentrum, Тілбург Глядачів: 1,000 |

| Протокол | Протокол                            | Протокол | Протокол                   | Протокол      |
| --- | ----------------------------------- | --- | -------------------------- | ------------- |
| | Іан Меєрдрес (5 GA)                 | Голкіпери | Рафал Радзішевський (4 GA) | Арбітр: Fabre |
| ван Гюлтен (Бастінгс) 24:56 Гагемеєр (Лібеноу, Логінов) 26:12 Нільссон (б) 48:40 Бастінгс (Енгелен б) 52:04 | 0:1 1:1 2:1 2:2 3:2 3:3 3:4 4:4 4:5 | 23:28 Костух 45:39 Пасют (Пйотровський) 49:24 Д. Ляшкевич (Л. Ляшкевич) 50:46 Костух (Мартиновський б) 57:26 Лопуський |                            | Арбітр: Fabre |
| 10 хв. | Вилучення                           | 20 хв. |                            | Арбітр: Fabre |
| |                                     | |                            | Арбітр: Fabre |

| 23 жовтня 2010 18:00 | ХК Хака | 3 : 5 (2:1, 0:2, 1:2) | Віру-Спутнік Кохтла-Ярве | IJssportcentrum, Тілбург Глядачів: 200 |

| Протокол                                                                             | Протокол                        | Протокол | Протокол               | Протокол        |
| ------------------------------------------------------------------------------------ | ------------------------------- | --- | ---------------------- | --------------- |
|                                                                                      | Хосе Луїс Алонсо (5 GA)         | Голкіпери | Анатолій Дубков (3 GA) | Арбітр: Hallasy |
| Бетран (Константіно) 06:26 Перес (Вальє) 08:51 Маккенна (Улетт, Константіно б) 41:15 | 1:0 2:0 2:1 2:2 2:3 3:3 3:4 3:5 | 16:11 Некрассов (Лебединець, Новіков) 30:21 Некрассов (Пономарьов, Титов) 39:16 Лебединець (Титов, Ільїн б) 44:25 Некрассов (Лисін) 59:40 Некрассов (Лисін б) |                        | Арбітр: Hallasy |
| 52 хв.                                                                               | Вилучення                       | 20 хв. |                        | Арбітр: Hallasy |
|                                                                                      |                                 | |                        | Арбітр: Hallasy |

#### Таблиця
| Місце | Команда                  | Матчі | Перемоги | Поразки | Шайби | Очки |
| ----- | ------------------------ | ----- | -------- | ------- | ----- | ---- |
| 1     | Краковія Краків          | 3     | 3        | 0       | 24:6  | 9    |
| 2     | Віру-Спутнік Кохтла-Ярве | 3     | 2        | 1       | 13:16 | 6    |
| 3     | Тілбург Трепперс         | 3     | 1        | 2       | 16:14 | 3    |
| 4     | ХК Хака                  | 3     | 0        | 3       | 6:23  | 0    |

### Група C
Матчі групи C відбулись у м. Марибор, Словенія з 22—24 жовтня 2010. року.
Команди учасниці:
- ХК Марибор
- ХК Дунауйварош
- Меркуря-Чук
- Сариарка Карагагда

#### Матчі
| 22 жовтня 2010 15:30 | Сариарка Караганда | 7 : 0 (3:0, 2:0, 3:0) | ХК Дунауйварош | Ledna dvorana Tabor, Марибор Глядачів: 370 |

| Протокол | Протокол                                        | Протокол  | Протокол                                        | Протокол      |
| --- | ----------------------------------------------- | --------- | ----------------------------------------------- | ------------- |
| | Семенов (15 сейвів, 0 GA) Петров (1 сейв, 0 GA) | Голкіпери | Шевела (36 сейвів, 5 GA) Беце (11 сейвів, 2 GA) | Арбітр: Smith |
| Єлізаров (Доніка) 12:45 Єлізаров (Смирнов) 13:59 Дума (Єремєєв, Нажмутдінов) 18:16 Шиханов (Іванцов) 28:48 Нажмутдінов (Кокорєв б) 37:34 Кузнецов (Шуханов) 49:10 Іванов (Дубінін) 57:01 | 1:0 2:0 3:0 4:0 5:0 6:0 7:0                     |           |                                                 | Арбітр: Smith |
| 2 хв. | Вилучення                                       | 16 хв.    |                                                 | Арбітр: Smith |
| |                                                 |           |                                                 | Арбітр: Smith |

#### Таблиця
| Місце | Команда            | Очки |
| ----- | ------------------ | ---- |
| 1     | ХК Марибор         | 0    |
| 2     | ХК Дунауйварош     | 0    |
| 3     | Меркуря-Чук        | 0    |
| 4     | Сариарка Карагагда | 0    |

## Третій раунд

### Група D
(Руан, Франція, 26—28 листопада 2010)
| Місце | Команда            | Очки |
| ----- | ------------------ | ---- |
| 1     | Руан Дрегонс       | 0    |
| 2     | Ковентрі Блейз     | 0    |
| 3     | Металургс Лієпая   | 0    |
| 4     | переможець групи B | 0    |

### Група E
(Азіаго, Італія, 26—28 листопада 2010)
| Місце | Команда             | Очки |
| ----- | ------------------- | ---- |
| 1     | ХК Азіаго           | 0    |
| 2     | Сеннер'юск Айсхокей | 0    |
| 3     | Сокіл Київ          | 0    |
| 4     | переможець групи C  | 0    |

## Суперфінал

### Група F
Матчі групи F відбуваються у м. Мінськ, Білорусь з 14—16 січня 2011 року.
Команди учасниці:
- Юність Мінськ
- Ред Булл Зальцбург
- Руан Дрегонс (переможець групи D)
- Сендерйюске Войєнс (переможець групи E)

У першому матчі Суперфіналу «Ред Булл» (Зальцбург) переміг «Руан» (Дрегонс) із рахунком 6:1. Вже на 3-й хвилині австрійці повели у рахунку завдяки голам Раєна Данкана та Андре Лакоса. На 14-й хв. капітан «Руана» Карл Маллетт відквитав одну шайбу. На 29-й хвилині Томас Кох («Ред Булл») не реалізував штрафний кидок. Потім у складі «Ред Булла» шайбами відзначились Даніель Вельзер, Раєн Данкан, Шон Гешка і Міхаель Шихль. У своєму стартовому матчі «Юність» (Мінськ) здобула перемогу у матчі проти «Сондерйюске» (Войєнс) 2:1.Сильний і активний початок матчу дозволив хокеїстам «Юності» повести у рахунку 2:0. Рахунок відкрив Сергій Заделенов, який зіграв на добиванні після відбитого кидка Владислава Клочкова. У другому і третьому періодах данці наздогнали «Юність» за кількістю кидків, однак другу шайбу закинули мінчани: Ярослав Чуприс послав шайбу від синьої лінії Олександру Кітарову, який влучним кидком послав її прямо у ворота данської команди. 
У другому турі «Юність» (Мінськ) перемогла «Руан Дрегонс» із рахунком 4:2. У складі білоруського клубу закинутими шайбами відзначились Владислав Клочков, Олексій Баранов, Олег Тимченко, Олександр Рядинський. У складі «Руана» шайби закинули Карл Маллетт і Антоні Реш. У другому матчі «Ред Булл» (Зальцбург) здолав «Сендерйюске» (Войєнс) із рахунком 3:2. У складі «Ред Булла» двома голами відзначився Рамзі Абід.
У третьому турі «Сондерйюске» (Войєнс) переміг «Руан Дрегонс» із рахунком 3:2, виборовши бронзові нагороди турніру. У фінальному матчі турніру «Юність» із рахунком 4:3 перемогла володаря трофею минулого року австрійський «Зальцбург».

#### Матчі
| 14 січня 2011 15:00 | Ред Булл Зальцбург | 6 : 1 (2:1, 1:0, 3:0) | Руан Дрегонс | Мінськ-Арена, Мінськ Глядачів: 4,200 |

| Протокол | Протокол                          | Протокол                             | Протокол                       | Протокол                       |
| --- | --------------------------------- | ------------------------------------ | ------------------------------ | ------------------------------ |
| | Райнгард Дівіс 20 сейвів/21 кидок | Голкіпери                            | Фабріс Ланрі 31 сейв/37 кидків | Арбітри: Юрай Конц Роман Полак |
| Данкан (Абід, Лінч) 01:11 Лакос (Траттніг, Певаль б) 03:02 Вельзер (Абід, Данкан) 34:33 Данкан (Абід, Вельзер) 43:14 Гешка (Данкан, Кох) 45:18 Шихль (Пушнік) 45:45 | 1:0 2:0 2:1 3:1 4:1 5:1 6:1       | 14:15 Маллетт (Десроз'є, Ольссон б2) |                                | Арбітри: Юрай Конц Роман Полак |
| 16 хв. | Вилучення                         | 16 хв.                               |                                | Арбітри: Юрай Конц Роман Полак |
| 37 | Кидки                             | 21                                   |                                | Арбітри: Юрай Конц Роман Полак |

| 14 січня 2011 19:00 | Юність Мінськ | 2 : 1 (1:0, 1:1, 0:0) | Сендерйюске Войєнс | Мінськ-Арена, Мінськ Глядачів: 8,810 |

| Протокол                                                           | Протокол                   | Протокол                      | Протокол                       | Протокол                               |
| ------------------------------------------------------------------ | -------------------------- | ----------------------------- | ------------------------------ | -------------------------------------- |
|                                                                    | Міка Окса 21 сейв/22 кидки | Голкіпери                     | Альфі Мішо 28 сейвів/30 кидків | Арбітри: Том Лааксонен Олексій Раводін |
| Заделенов (Клочков, Сенькевич) 18:50 Кітаров (Чуприс, Башко) 26:36 | 1:0 2:0 2:1                | 37:55 К'єргорд (Франк, Єнсен) |                                | Арбітри: Том Лааксонен Олексій Раводін |
| 2 хв.                                                              | Вилучення                  | 8 хв.                         |                                | Арбітри: Том Лааксонен Олексій Раводін |
| 30                                                                 | Кидки                      | 22                            |                                | Арбітри: Том Лааксонен Олексій Раводін |

| 15 січня 2011 15:00 | Руан Дрегонс | 2 : 4 (1:0, 1:2, 0:2) | Юність Мінськ | Мінськ-Арена, Мінськ Глядачів: 7,800 |

| Протокол                                           | Протокол                       | Протокол | Протокол                     | Протокол                                 |
| -------------------------------------------------- | ------------------------------ | --- | ---------------------------- | ---------------------------------------- |
|                                                    | Фабріс Ланрі 31 сейв/35 кидків | Голкіпери | Міка Окса 20 сейвів/22 кидки | Арбітри: Роман Полак Флоріан Цеетлайтнер |
| Маллетт (Десроз'є) 18:41 Реш (Жаніль, Бабка) 24:28 | 1:0 1:1 2:1 2:2 2:3 2:4        | 22:28 Баранов (Степанов, Слиш б) 25:37 Клочков (Єркович, Сенькевич) 50:47 Рядинський (Степанов, Шафаренко) 51:20 Тимченко (Матерухін, Боровков) |                              | Арбітри: Роман Полак Флоріан Цеетлайтнер |
| 26 хв.                                             | Вилучення                      | 10 хв. |                              | Арбітри: Роман Полак Флоріан Цеетлайтнер |
| 22                                                 | Кидки                          | 35 |                              | Арбітри: Роман Полак Флоріан Цеетлайтнер |

| 15 січня 2011 19:00 | Ред Булл Зальцбург | 3 : 2 (2:1, 1:1, 0:0) | Сендерйюске Войєнс | Мінськ-Арена, Мінськ Глядачів: 4,200 |

| Протокол                                                               | Протокол                           | Протокол                                               | Протокол                      | Протокол                           |
| ---------------------------------------------------------------------- | ---------------------------------- | ------------------------------------------------------ | ----------------------------- | ---------------------------------- |
|                                                                        | Райнгард Дівіс 13 сейвів/15 кидків | Голкіпери                                              | Альфі Мішо 34 сейви/37 кидків | Арбітри: Юрай Конц Олексій Раводін |
| Реж'є (Буа б) 09:15 Абід (Вельзер, Данкан б) 11:08 Абід (Лінч б) 38:25 | 1:0 2:0 2:1 2:2 3:2                | 13:58 Ван Баллегої (Єнсен, Карлсен) 35:57 Лунд (Єнсен) |                               | Арбітри: Юрай Конц Олексій Раводін |
| 10 хв.                                                                 | Вилучення                          | 14 хв.                                                 |                               | Арбітри: Юрай Конц Олексій Раводін |
| 37                                                                     | Кидки                              | 15                                                     |                               | Арбітри: Юрай Конц Олексій Раводін |

| 16 січня 2011 15:00 | Сендерйюске Войєнс | 3 : 2 (0:0, 1:1, 2:1) | Руан Дрегонс | Мінськ-Арена, Мінськ Глядачів: 3,850 |

| Протокол                                                       | Протокол                       | Протокол                                                           | Протокол                      | Протокол                                 |
| -------------------------------------------------------------- | ------------------------------ | ------------------------------------------------------------------ | ----------------------------- | ---------------------------------------- |
|                                                                | Альфі Мішо 17 сейвів/19 кидків | Голкіпери                                                          | Фабріс Ланрі 31 сейв/34 кидки | Арбітри: Роман Полак Флоріан Цеетлайтнер |
| Герр'єро (шк) 31:00 Карлсен 41:25 Люккескоу (Герр'єро б) 54:46 | 0:1 1:1 2:1 3:1 3:2            | 28:55 Салмівірта (Десроз'є, Маллетт б2) 56:04 Брюнель (Десроз'є б) |                               | Арбітри: Роман Полак Флоріан Цеетлайтнер |
| 16 хв.                                                         | Вилучення                      | 20 хв.                                                             |                               | Арбітри: Роман Полак Флоріан Цеетлайтнер |
| 34                                                             | Кидки                          | 19                                                                 |                               | Арбітри: Роман Полак Флоріан Цеетлайтнер |

| 16 січня 2011 19:00 | Юність Мінськ | 4 : 3 (3:1, 1:0, 0:2) | Ред Булл Зальцбург | Мінськ-Арена, Мінськ Глядачів: 14,550 |

| Протокол | Протокол                     | Протокол                                           | Протокол                          | Протокол                               |
| --- | ---------------------------- | -------------------------------------------------- | --------------------------------- | -------------------------------------- |
| | Міка Окса 24 сейви/27 кидків | Голкіпери                                          | Райнгард Дівіс 18 сейвів/22 кидки | Арбітри: Том Лааксонен Олексій Раводін |
| Боровков (Матерухін м) 02:46 Степанов 08:37 Башко (Матерухін, Тимченко б) 18:03 Кітаров (Степанов, Слиш) 27:23 | 1:0 2:0 3:0 3:1 4:1 4:2 4:3  | 18:49 Данкан (шк) 47:21 Реж'є (Вельзер) 55:10 Лінч |                                   | Арбітри: Том Лааксонен Олексій Раводін |
| 12 хв. | Вилучення                    | 16 хв.                                             |                                   | Арбітри: Том Лааксонен Олексій Раводін |
| 22 | Кидки                        | 27                                                 |                                   | Арбітри: Том Лааксонен Олексій Раводін |

#### Таблиця
| Місце | Команда            | Матчі | Перемоги | Поразки | Шайби | Очки |
| ----- | ------------------ | ----- | -------- | ------- | ----- | ---- |
| 1     | Юність Мінськ      | 3     | 3        | 0       | 10:6  | 9    |
| 2     | Ред Булл Зальцбург | 3     | 2        | 1       | 12:7  | 6    |
| 3     | Сендерйюске Войєнс | 3     | 1        | 2       | 6:7   | 3    |
| 4     | Руан Дрегонс       | 3     | 0        | 3       | 5:13  | 0    |

## Нагороди

### Гравці
На засіданні директорату були визначені лауреати турніру
| Найкращий воротар   | Міка Окса           | Юність Мінськ      |
| Найкращий захисник  | Дастін Ван Баллегої | Сондерйюске Войєнс |
| Найкращий нападник  | Раєн Данкан         | Ред Булл Зальцбург |
| Найкращий бомбардир | Раєн Данкан         | Ред Булл Зальцбург |

Команда усіх зірок
| Нападники: | Рамзі Абід — Карл Маллетт — Раєн Данкан |
| Захисники: | Олексій Баранов — Дастін Ван Баллегої   |
| Воротар:   | Міка Окса                               |

### Команда-переможець
| Володар Континентального кубка ІІХФ Юність Мінськ | Воротарі: Максим Малютін, Міка Окса Захисники: Сергій Єркович, Сергій Шелег, Андрій Карєв, Олександр Рядинський (К), Олексій Баранов, Іван Усенко, Олексій Денискін, Андрій Башко Нападники: Олег Шафаренко, Владислав Клочков, Олександр Кітаров, Олександр Матерухін, Костянтин Захаров, Сергій Заделенов (А), Олександр Боровков, Максим Слиш, Андрій Степанов, Ярослав Чуприс, Артем Сенькевич (А), Олег Тимченко Тренер: Михайло Захаров |